# Verrucadithella jeanneli
Verrucadithella jeanneli är en spindeldjursart som beskrevs av Beier 1935. Verrucadithella jeanneli ingår i släktet Verrucadithella och familjen Tridenchthoniidae. Inga underarter finns listade i Catalogue of Life.